# Corti del Rinascimento
Il termine corte designa un luogo chiuso, ma anche la sfera occupata dal principe o signore del luogo, da sua moglie, dalla sua casa, dai suoi cortigiani e dai membri del suo entourage che agiscono sotto la sua autorità. I confini di questa corte corrispondono ai limiti oltre i quali il suo potere e la sua autorità non sono più esercitati. Il castello o palazzo, generalmente situato al centro di questo territorio, è sia la residenza principale del sovrano che il centro militare, amministrativo e finanziario del territorio.

## Storia

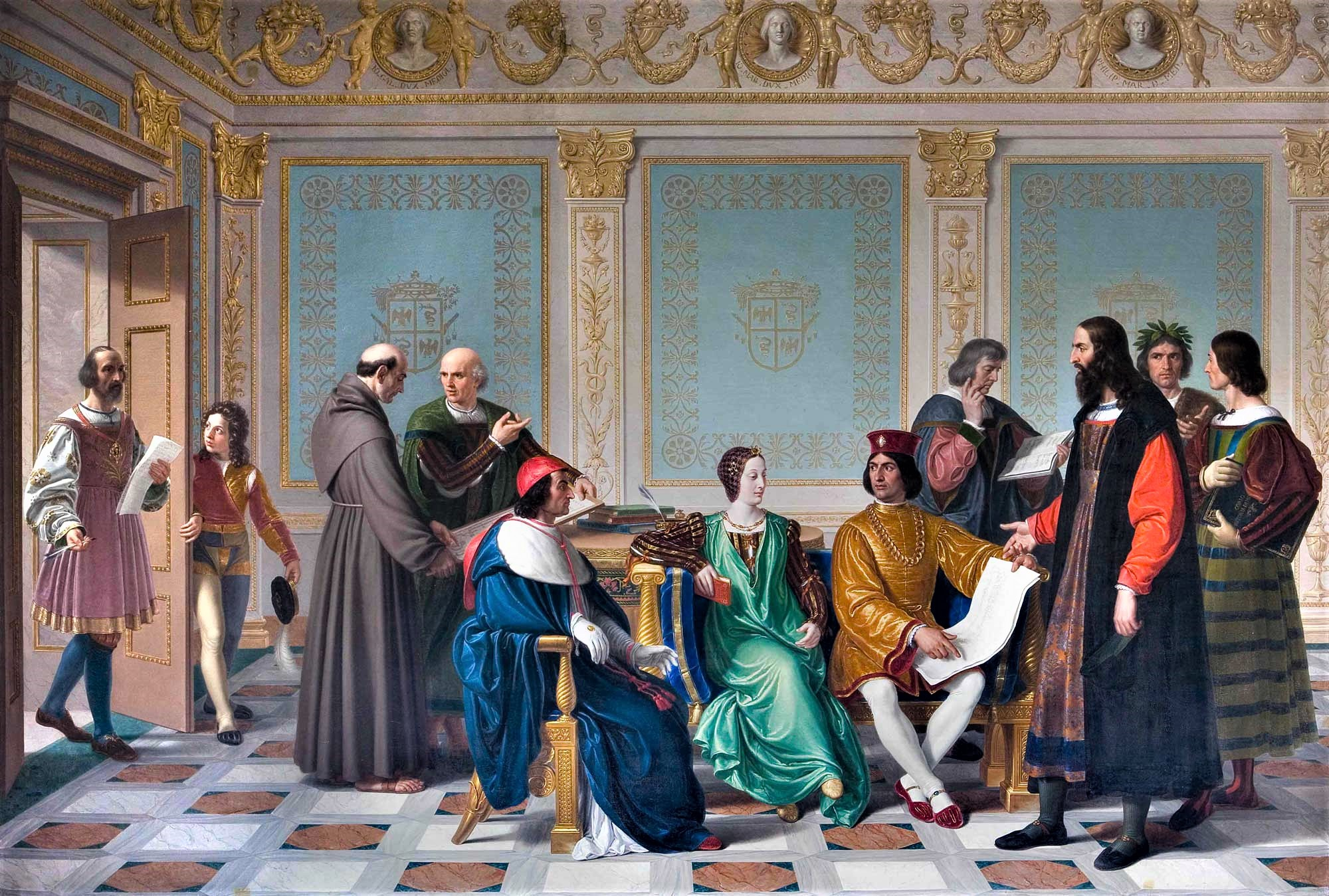
La corte di Ludovico il Moro, Giuseppe Diotti, Lodi, Museo Civico, 1823.

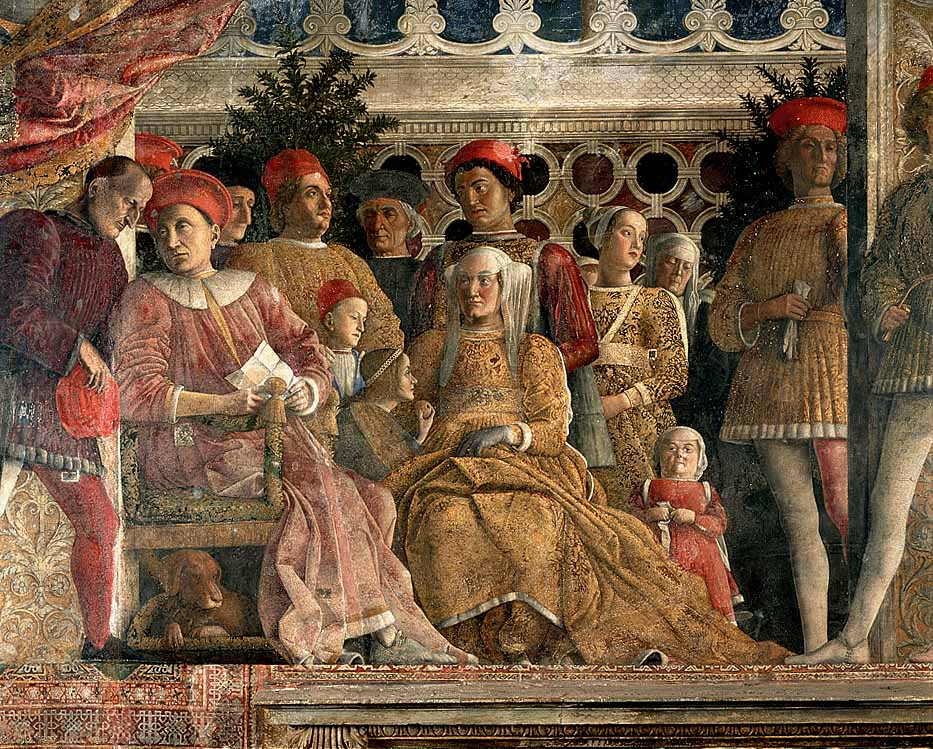
La corte di Ludovico III Gonzaga: Andrea Mantegna, Camera degli Sposi, Mantova, 1465-1474.

Il castello o il palazzo si trovano nel cuore del luogo, circondato da edifici amministrativi, religiosi e militari. Lo spazio può essere circondata da costruzioni difensive. Ma la sensazione di reclusione e isolamento deriva più dall’atteggiamento delle élite al potere che dal carattere “chiuso” della corte. Per autorità divina, i sovrani erano più o meno accessibili e conservavano vigili i loro privilegi.
La corte, tuttavia, non era isolata dal mondo esterno. Il suo numeroso personale cambiava regolarmente, i visitatori, inclusi diplomatici e ambasciatori, si spostavano di corte in corte. Inoltre, i vincoli matrimoniali avevano tessuto una vera e propria rete tra le diverse corti. I figli naturali venivano regolarmente sposati con la bassa nobiltà. Il principe finanziava sia progetti comunali che ordini religiosi. Quando la corte si muoveva, molti membri del personale la seguivano.
Il ruolo dei cortigiani era determinato dal sovrano e dalla sua famiglia. Se il potere supremo spettava al principe, gli amministratori di corte godevano di una certa autonomia e i progetti architettonici e le opere artistiche erano il più delle volte affidati a intermediari competenti. Il potere di una corte e del suo sovrano veniva valutato dalla capacità di saper aggiungere e trattenere i migliori specialisti di cui aveva bisogno in tutti i campi, in particolare militare e artistico. L'adesione a una corte ha permesso loro di ottenere un riconoscimento finanziario e sociale. Alcuni cortigiani a volte lavoravano per la corte e per datori di lavoro esterni. Gli artisti si spostavano da una corte all'altra, il che ebbe l'effetto di consentire alle tecniche di diffondersi rapidamente e agli stili regionali di diffondersi.
La corte durante il Rinascimento rimase segnata dalle divisioni sociali. L'arte di corte è praticata da un'élite per un pubblico d'élite. Così, per il rinnovamento di Milano, che Leonardo da Vinci progettò su richiesta del duca Sforza, immaginò che la parte alta della città, rivolta al sole, fosse riservata alla corte e alla nobiltà mentre la parte bassa e ombreggiata fosse riservata al popolo e ai poveri.
Anche se mantennero stretti contatti con le corti straniere con le quali si allearono attraverso il matrimonio, durante il Rinascimento le corti italiane rimasero piccole e non ebbero autorità internazionale. Solo l'arte permetteva loro di competere con i vicini.
La maggior parte dei principi italiani erano condottieri, che fecero fortuna affittando le proprie capacità militari e le proprie truppe ad altre potenze italiane. La ricchezza di alcune corti, come quella di Urbino, deriva essenzialmente da questa attività. Se i giovani principi furono quindi addestrati alle armi, dal 1440 ricevettero anche un'educazione umanistica, mescolando ideali cavallereschi con esempi di politica e strategia militare dell'antichità. Studiavano poi grammatica, retorica, poesia, storia e filosofia, possibilmente in latino, la lingua delle élite colte.
Le mogli dei sovrani, la maggior parte dei quali aveva ricevuto anche un'educazione umanistica, avevano un ruolo limitato, soprattutto come mecenate. Le spese pubbliche erano prerogativa dei marit, che sostanzialmente assegnavano loro le somme che permettevano loro di far fronte alle spese della casa. Fa eccezione la corte di Ferrara, dove il duca permetteva alle donne di prendere decisioni politiche e artistiche: Eleonora d'Aragona, moglie di Ercole I d'Este, vi dirigeva gli affari politici in assenza del marito, Lucrezia Borgia presiedeva un circolo artistico.
Le città-stato della penisola svolgevano prevalentemente attività commerciali e industriali dove la nobiltà era ben integrata in una prospera borghesia. Alcuni erano governati da consigli, come Firenze, Genova e Venezia. A Roma, potere politico e spirituale, i cardinali avevano lo stesso rango dei principi e molti di loro avevano una propria corte, accanto a quella papale.

## In Italia
| Corte | Stemma | Stato                                     | Città                 | Regione        | Note   |
| --- | ------ | ----------------------------------------- | --------------------- | -------------- | ------ |
| Corte dei Savoia |        | Ducato di Savoia                          | Torino                | Piemonte       | [2]    |
| Corte dei Del Vasto |        | Marchesato di Saluzzo                     | Saluzzo               | Piemonte       | [3]    |
| Corte dei Paleologi |        | Marchesato del Monferrato                 | Casale Monferrato     | Piemonte       | [4]    |
| Corte dei Del Carretto |        | Marchesato di Finale                      | Finale                | Liguria        | [5]    |
| Corte dei Visconti |        | Ducato di Milano                          | Milano                | Lombardia      | [6]    |
| Corte degli Sforza |        | Ducato di Milano                          | Milano                | Lombardia      | [6]    |
| Corte dei Gonzaga |        | Marchesato e Ducato di Mantova            | Mantova               | Lombardia      | [7]    |
| Corte dei Gonzaga (rami minori) |        | Marchesato di Castel Goffredo             | Castel Goffredo       | Lombardia      | [8][9] |
| Corte dei Gonzaga (rami minori) |        | Ducato di Sabbioneta                      | Sabbioneta            | Lombardia      | [10]   |
| Corte dei Dogi |        | Repubblica di Venezia                     | Venezia               | Veneto         | [11]   |
| Corte degli Estensi |        | Marchesato e Ducato di Ferrara            | Ferrara               | Emilia-Romagna | [12]   |
| Corte dei Pio di Savoia |        | Signoria di Carpi                         | Carpi                 | Emilia-Romagna | [13]   |
| Corte dei Pico |        | Ducato della Mirandola                    | Mirandola             | Emilia-Romagna | [14]   |
| Corte dei Da Correggio |        | Contea di Correggio                       | Correggio             | Emilia-Romagna | [15]   |
| Corte dei Pallavicino |        | Marchesato di Cortemaggiore               | Cortemaggiore         | Emilia-Romagna | [16]   |
| Corte dei Malatesta |        | Signoria di Rimini                        | Rimini                | Emilia-Romagna | [17]   |
| Corte dei Malatesta |        | Signoria di Cesena                        | Cesena                | Emilia-Romagna | [18]   |
| Corte dei Manfredi |        | Signoria di Faenza                        | Faenza                | Emilia-Romagna | [19]   |
| Corte degli Ordelaffi |        | Signoria di Forlì                         | Forlì                 | Emilia-Romagna | [20]   |
| Corte dei Bentivoglio |        | Signoria di Bologna                       | Bologna               | Emilia-Romagna | [21]   |
| Corte dei Medici |        | Repubblica di Firenze e Ducato di Firenze | Firenze               | Toscana        | [22]   |
| Corte dei Guinigi |        | Signoria di Lucca                         | Lucca                 | Toscana        | [23]   |
| Corte dei Petrucci |        | Repubblica di Siena                       | Siena                 | Toscana        | [24]   |
| Corte dei Malaspina |        | Ducato di Massa                           | Massa                 | Toscana        | [25]   |
| Corte degli Appiani |        | Signoria di Piombino                      | Piombino              | Toscana        | [26]   |
| Corte degli Orsini |        | Contea di Pitigliano                      | Pitigliano            | Toscana        | [27]   |
| Corte degli Sforza |        | Contea di Santa Fiora                     | Santa Fiora           | Toscana        | [28]   |
| Corte dei Da Montefeltro |        | Ducato di Urbino                          | Urbino                | Marche         | [29]   |
| Corte dei Della Rovere |        | Ducato di Urbino                          | Urbino                | Marche         | [29]   |
| Corte dei Da Varano |        | Ducato di Camerino                        | Camerino              | Marche         | [30]   |
| Corte degli Sforza |        | Signoria di Pesaro                        | Pesaro                | Marche         | [31]   |
| Corte dei Trinci |        | Signoria di Foligno                       | Foligno               | Umbria         | [32]   |
| Corte dei Baglioni |        | Signoria di Perugia                       | Perugia               | Umbria         | [33]   |
| Corte dei Colonna |        | Signoria di Genazzano e Palestrina        | Genazzano-Palestrina  | Lazio          | [34]   |
| Corte degli Orsini |        | Ducato di Bracciano                       | Bracciano-Tagliacozzo | Lazio          | [35]   |
| Corte dei Caetani e Colonna |        | Contea di Fondi                           | Fondi-Sermoneta       | Lazio          | [36]   |
| Corte dei Papi |        | Città del Vaticano                        | Roma                  | Lazio          | [37]   |
| Corte dei Re di Napoli |        | Regno di Napoli                           | Napoli                | Campania       | [38]   |
| Corte dei Sanseverino |        | Principi di Salerno                       | Salerno               | Campania       | [39]   |
| Corti cardinalizie: Pietro Barbo, Pietro Riario, Francesco della Rovere, Rodrigo Borgia, Francesco Alidosi, Ascanio Maria Sforza, Ippolito d'Este |        | -                                         | -                     | -              | [40]   |
| Corti dei condottieri: Bartolomeo Colleoni, Antonio di Marsciano                                                                                  |        | -                                         | -                     | -              | [41]   |